# Sabine Radebold
Sabine Radebold (* 1969) ist eine deutsche Drehbuchautorin und Schauspielerin.

## Filmografie

### Darstellerin
- 1992: Die Terroristen!
- 1997, 1998: Marienhof
- 1998: Der Bulle von Tölz: Berg der Begierden
- 1999: Der letzte Flug
- 2000: Club der starken Frauen
- 2001: Gott ist ein toter Fisch
- 2001, 2002: Sinan Toprak ist der Unbestechliche
- 2002: Kiss and Run
- 2003: SOKO München
- 2007: Der Alte: Wenn Liebe zuschlägt

### Drehbuchautorin
- 2007: Aschermittwoch
- 2010, 2015: Tatort:
  - 2010: Hilflos
  - 2015: Die Wiederkehr
- 2017: Der Kriminalist
- 2017: Über die Grenze:
  - 2017: Alles auf eine Karte
  - 2017: Gesetzlos
- 2018: So weit das Meer
- 2019: Nord Nord Mord
- 2022, 2023: Mordsschwestern – Verbrechen ist Familiensache